# Rainer Elste

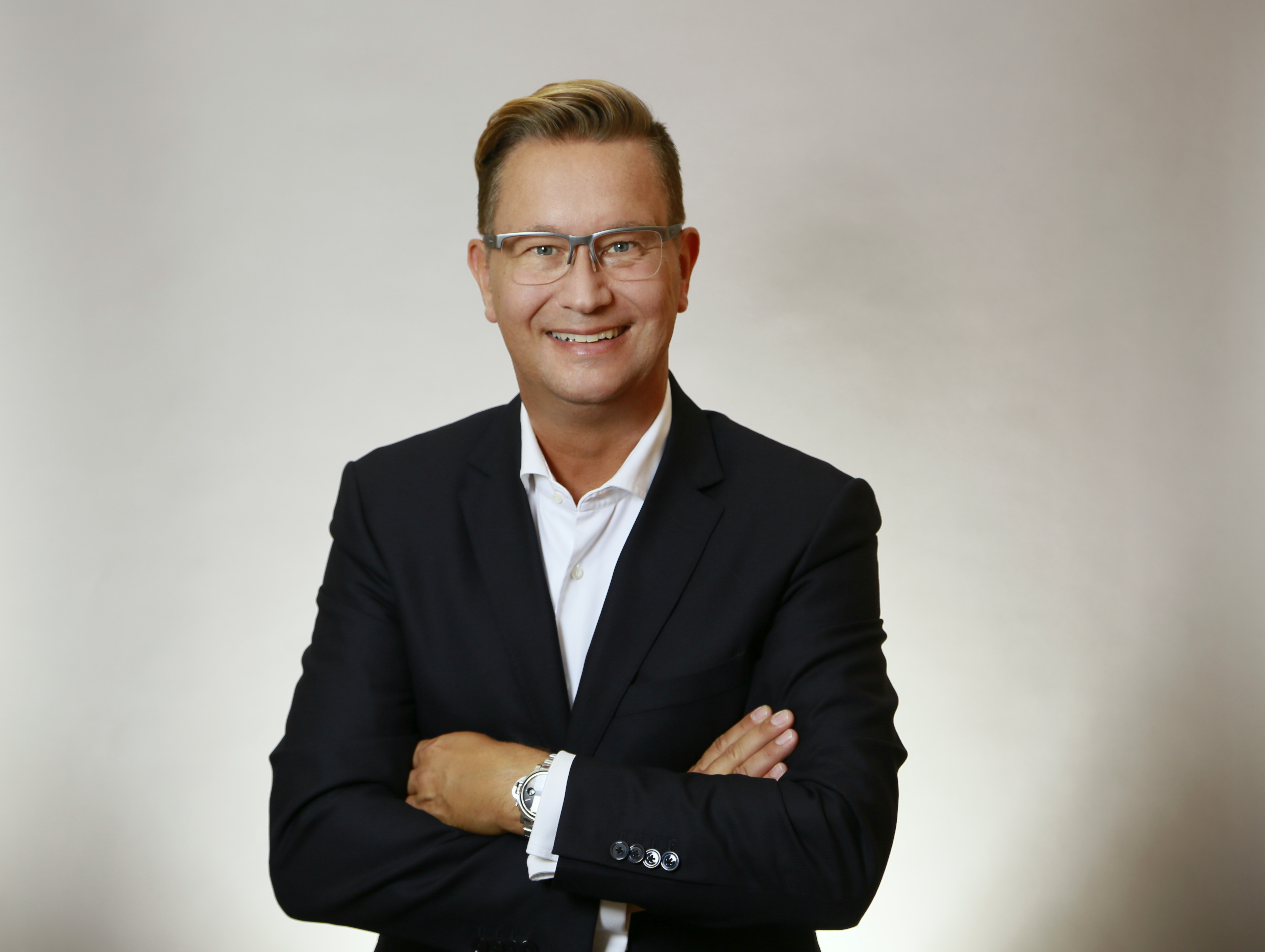
Rainer Elste in 2018

Rainer Elste (* 17. September 1970 in Helmstedt) ist ein deutscher Wirtschaftswissenschaftler und Unternehmensberater.

## Leben
Elste studierte an der Leuphana Universität Lüneburg und an der Lancashire Business School in Preston / UK Betriebswirtschaftslehre und European Business Administration and Languages. Am Lehrstuhl von Franz-Rudolf Esch an der Justus-Liebig-Universität Gießen promovierte er im Bereich Konsumentenverhalten zum Dr. rer. pol. Nach Stationen in der Industrie (Beiersdorf AG) und führenden Unternehmensberatungen (Droege & Comp. und Simon, Kucher & Partners) wurde er Geschäftsführer eines mittelständischen Unternehmens in Madrid. Nach Ablehnung eines Rufes der Hochschule für Technik und Wirtschaft in Berlin nahm er 2013 einen Ruf an die Hochschule Esslingen an, wo er Professor für Allgemeine Betriebswirtschaftslehre, insbesondere Marketing & Vertrieb sowie Digitale Geschäftsmodelle ist. Außerdem ist er Gastdozent am Instituto Tecnológico y de Estudios Superiores de Monterrey sowie an der Shenzhen Technology University (SZTU). 2014 gründete er zusammen mit  Lars Binckebanck das Steinbeis Vertriebs- und Marketinginstitut.

## Arbeitsschwerpunkte
Elste konzentriert sich aus Managementperspektive auf Fragestellungen des Vertriebs und Marketings im Hinblick auf Unternehmen im Business-to-Business. Insbesondere die kritische Auseinandersetzung mit der Digitalisierung in Vertrieb und Marketing bildet einen aktuellen Forschungs- und Veröffentlichungsschwerpunkt.
Hierzu hat er mit der Unternehmensberatung KPMG im Rahmen einer Forschungsarbeit den  Digitalisierungsindex Marketing & Vertrieb entwickelt. 
Ergebnisse seiner Arbeit wurden u. a. im Harvard Business Manager, der Frankfurter Allgemeinen Zeitung und im Verlag Springer Gabler veröffentlicht. Aktuell schreibt er eine Kolumne für das Online-Magazin  springerprofessional.de zum Thema Vertrieb.
Für seine Veröffentlichung im Marketing Journal Transfer – Werbeforschung & Praxis erhielt er zusammen mit A. Kulikov den Best Paper Award 2012.

## Publikationen
- Markenbeurteilung bei einzigartigen Produkteigenschaften, Gabler, Wiesbaden 2009, ISBN 978-3-8349-1587-0 (= Dissertation).
- mit Lars Binckebanck (Hrsg.): Digitalisierung im Vertrieb. Strategien zum Einsatz neuer Technologien in Vertriebsorganisationen, Springer Gabler, Wiesbaden 2016, ISBN 978-3-658-05053-5.
- weitere Publikationen unter: Veröffentlichungen Rainer Elste (Hochschule Esslingen)

| Personendaten    | Personendaten                                                |
| ---------------- | ------------------------------------------------------------ |
| NAME             | Elste, Rainer                                                |
| KURZBESCHREIBUNG | deutscher Wirtschaftswissenschaftler und Unternehmensberater |
| GEBURTSDATUM     | 17. September 1970                                           |
| GEBURTSORT       | Helmstedt                                                    |